# 多伦路215号住宅

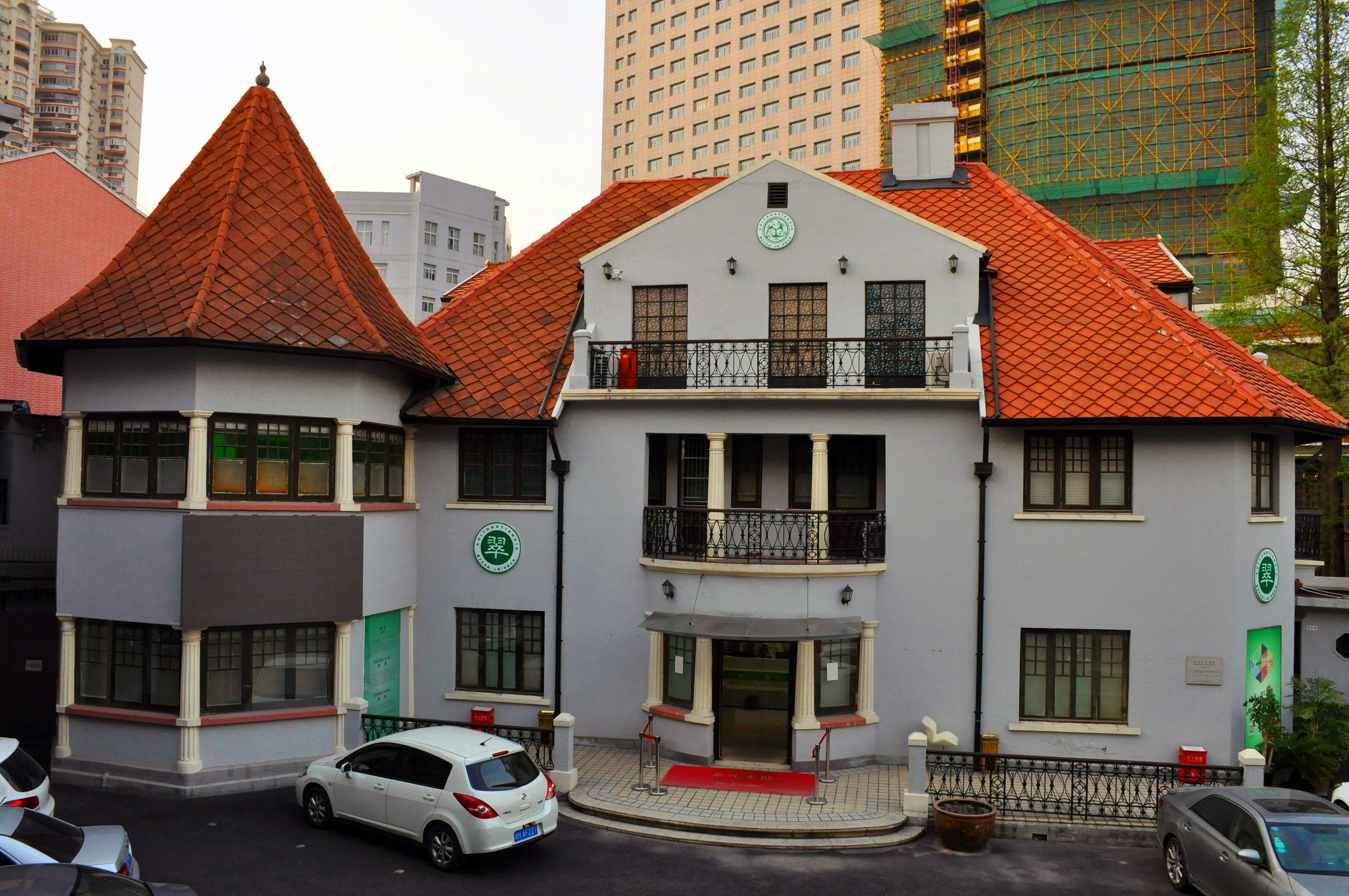

多伦路215号住宅是中国上海的一座历史建筑，位于虹口区多伦路215号。
该建筑是一座混合多种建筑风格的花园住宅，由广东商人李观森建于1924年。南京维新政府行政院长梁鸿志曾在此居住。後來又成為上海纺织工业局老干部活动室。1999年，该建筑被上海市政府列为第三批上海市优秀历史建筑，编号F-Ⅲ-10。
2006年，虹口区曾在多伦路215号二楼建立了186平方米的中共四大史料陈列馆。后来另在四川北路绿地公园内的四川北路1468号，新建建筑面积达3180平方米的中共四大纪念馆。